# Jon Niese
Jonathon Joseph Niese (Lima, 27 ottobre 1986) è un giocatore di baseball statunitense lanciatore nei Pittsburgh Pirates della Major League Baseball.

## Biografia

### Carriera

#### Minor League
Niese venne selezionato al 7º giro del draft amatoriale del 2005 come 209ª scelta dai New York Mets. Nello stesso anno iniziò con i GCL Mets rookie, chiudendo con una vittoria e nessuna sconfitta, 3.65 di media PGL (ERA) e .245 alla battuta contro di lui in 7 partite (24.2 inning). Nel 2006 giocò con due squadre finendo con 11 vittorie e altrettante sconfitte, 3.97 di ERA e .253 alla battuta contro di lui in 27 partite tutte da partente con un incontro giocato interamente senza subire punti (133.2 inning).
Nel 2007 con i St.Lucie Mets A+, chiuse con 11 vittorie e 7 sconfitte, 4.29 di ERA e .285 alla battuta contro di lui in 27 partite (134.1 inning). Nel 2008 giocò con due squadre finendo con 11 vittorie e 8 sconfitte, 3.13 di ERA e .248 alla battuta contro di lui in 29 partite tutte da partente con due incontri giocati interamente di cui uno senza subire punti (164.0 inning).
Nel 2009 con i Buffalo Bisons AAA, chiuse con 5 vittorie e 6 sconfitte, 3.82 di ERA e .258 alla battuta contro di lui in 16 partite (94.1 inning). Nel 2010 con i Bisons giocò solamente una partita in cui concesse 2 punti e 3.00 di ERA e .333 alla battuta contro di lui (6.0 inning).
Nel 2013 giocò con tre squadre finendo con una vittoria e nessuna sconfitta, 2.45 di ERA e .231 alla battuta contro di lui in 3 partite tutte da partente (11.0 inning).

#### Major League

##### New York Mets (2008-2015)
Debuttò nella MLB il 2 settembre 2008 contro i Milwaukee Brewers, subendo nella prima batteria di lanci un fuoricampo, diventando così il primo lanciatore partente debuttante nella storia dei Mets a subirlo nel primo inning. Ottenne la sua prima vittoria in carriera contro gli Atlanta Braves. Chiuse la stagione con una vittoria e una sconfitta, 7.07 di ERA e .333 alla battuta contro di lui in 3 partite tutte da partente (14.0 inning). Il 6 maggio 2009 venne promosso in prima squadra per sostituire l'infortunato Oliver Perez, purtroppo il 5 agosto nell'incontro con i St. Louis Cardinals si infortunò gravemente mentre tentava di recuperare una palla in prima base. Una risonanza effettuata il giorno stesso portò alla luce una completa lacerazione del tendine dell'hamstring. Terminò in anticipo la stagione con una vittoria e una sconfitta, 4.21 di ERA e .276 alla battuta contro di lui in 5 partite tutte da partente (25.2 inning).
Il 10 giugno 2010 contro i San Diego Padres completò il suo primo intero incontro della carriera, subendo tra l'altro solamente una valida. Il 21 agosto contro i Pittsburgh Pirates a causa di una pesante pioggia l'incontro terminò al 5° inning, Niese ottenne così la sua seconda partita intera della sua carriera. A fine stagione chiuse con 9 vittorie e 10 sconfitte, 4.20 di ERA e .280 alla battuta contro di lui in 30 partite tutte da partente (173.2 inning) con 2 incontri giocati interamente (6° nella National League) di cui uno senza subire nessun punto (8° nella NL). Nel 2011 le sue prestazioni vennero limitate a causa di un infortunio alla gabbia toracica. Chiuse comunque con 11 vittorie e 11 sconfitte, 4.40 di ERA e .284 alla battuta contro di lui in 27 partite di cui 26 da partente (157.1 inning).
Prima dell'inizio della stagione 2012 venne operato di rinoplastica per migliorare la sua respirazione, l'intervento venne pagato dal compagno di squadra Carlos Beltrán. Il 4 aprile 2012 firmò il suo primo contratto pluriennale: 5 anni (più 2 opzionali a 21 milioni) per un totale di 25,5 milioni di dollari, inclusi 250.000$ di bonus alla firma. Chiuse con 13 vittorie e 9 sconfitte, 3.40 di ERA e .241 alla battuta contro di lui in 30 partite tutte da partente (190.1 inning), finendo per la prima volta anche il mese di settembre senza particolari crolli nelle sue prestazioni.
Il 21 marzo 2013 venne nominato primo lanciatore partente della squadra per l'inizio della nuova stagione regolare. Il 1º aprile nella partita d'esordio contro i San Diego Padres concluse con una vittoria, giocando 6.2 inning con sole due valide concesse e 4 strikeout. Il 23 aprile durante il terzo inning della partita contro i Los Angeles Dodgers fu costretto ad uscire dal campo di gioco dopo aver ricevuto una pallina ribattuta dall'avversario sulla sua caviglia destra. Il 28 dello stesso mese rientrò contro i Philadelphia Phillies. Nel mese di giugno a causa di una tendinite alla spalla sinistra saltò un incontro. Il 20 dello stesso mese contro gli Atlanta Braves uscì durante il 4° inning per il riacutizzarsi del dolore alla spalla. Il giorno seguente venne inserito nella lista infortuni (dei 15 giorni) per un parziale stiramento della cuffia rotatoria nella spalla sinistra. Il 27 luglio venne assegnato ai GCL Mets nella Minor League per la riabilitazione. Il 1º agosto venne spostato nei St. Lucie Mets, mentre 5 giorni dopo venne spostato nei Binghamton Mets. L'11 dello stesso mese ritornò in prima squadra. Il 27 concluse l'intera partita contro i Philadelphia Phillies senza subire un punto. Chiuse con 8 vittorie e altrettante sconfitte, 3.71 di ERA e .281 alla battuta contro di lui in 24 partite tutte da partente compreso un intero incontro senza subire punti (4° nella NL) (143 inning).
Il 21 marzo 2014 venne inserito sulla lista infortunati dei (15 giorni) per un'infiammazione del gomito sinistro. Il 6 aprile ritornò in prima squadra. Il 23 contro i St. Louis Cardinals ottenne la sua prima vittoria stagionale, giocando 6.2 inning con 2.45 di ERA, 3 strikeout, 2 basi concesse, 6 valide subite e un punto concesso. Il 29 contro i Philadelphia Phillies ottenne la sua seconda vittoria in stagione, giocando 7.0 inning con 2.20 di ERA, 5 strikeout, una base concessa, 4 valide concesse e un solo punto subito con un fuoricampo.

##### Pittsburgh Pirates (2016-)
Al termine della stagione 2015 della MLB, Niese è stato ceduto dai New York Mets ai Pittsburgh Pirates in cambio di Neil Walker.

### Vita personale
Niese e sua moglie Leah Eckman si sono sposati il 12 gennaio 2013 a Toledo.